# تشارلز أبوت (سياسي)
تشارلز أبوت (بالإنجليزية: Charles Abbott)‏ هو محامي وقاضي وسياسي بريطاني وأسترالي (وحمل سابقاً جنسية المملكة المتحدة لبريطانيا العظمى وأيرلندا)، ولد في 31 أكتوبر 1889، وتوفي في 14 سبتمبر 1960. حزبياً، نشط في تحالف الليبرالية والريفي. وقد انتخب عضو مجلس النواب جنوب أستراليا من الجمعية عن دائرة Electoral district of Burnside ‏ وقد انضم خلال فترته النيابية (19 مارس 1938 – 2 مايو 1946)  للكتلة البرلمانية تحالف الليبرالية والريفي وانتخب Justice of the South Australian Supreme Court ‏ (2 مايو 1946 – 30 أكتوبر 1959) وانتخب عضو مجلس النواب جنوب أستراليا من الجمعية عن دائرة Electoral district of East Torrens ‏ وقد انضم خلال فترته النيابية (8 أبريل 1933 – 18 مارس 1938)  للكتلة البرلمانية تحالف الليبرالية والريفي.